# بريك سكوت
بريك سكوت مواليد 07 سبتمبر 1919 في بلجيكا - الوفاة 04 أبريل 2004، كان دراج بلجيكي في صنف سباق الدراجات على الطريق.

## سجل النتائج

### سباقات أو مراحل فاز بها
- طواف فرنسا
- بطولة العالم لسباق الدراجات على الطريق

## وصلات خارجية
- الموقع الرسمي

## روابط خارجية
- بريك سكوت على موقع أرشيف الدراجات (الإنجليزية)
- بريك سكوت على موقع إحصائيات الدراجات الإحترافية (الإنجليزية)
- بريك سكوت على موقع CycleBase (الإنجليزية)